# Alexandre Gallo
Alexandre Tadeu Gallo (Ribeirão Preto, 29 de maio de 1967) é um treinador e ex-futebolista brasileiro que atuava como volante. Atualmente é o CEO da SAF do Botafogo-PB.

## Carreira como jogador
Iniciou a carreira de jogador pelo Botafogo de Ribeirão Preto em 1986.
Foi adquirido pelo Santos para a disputa do Campeonato Paulista de 1992. Estreou no dia 28 de julho, na vitória do Peixe contra seu ex-clube por 3–0, na Vila Belmiro. Pelo clube, foi vice-campeão brasileiro em 1995, sendo capitão. Ao todo, realizou 229 jogos pelo clube e marcou 11 gols.
No segundo semestre de 1996, acertou sua transferência para a Portuguesa, onde novamente foi vice-campeão brasileiro.
Conquistou os Campeonatos Paulistas de 1998 pelo São Paulo, de 2001 pelo Corinthians e os Campeonatos Mineiros de 1999 e 2000 pelo Atlético Mineiro.
Também foi vice campeão da Copa do Brasil de 2001 pelo Corinthians.
Em seguida atuou por diversos clubes, como Vitória, Guarani, Botafogo, até encerrar a carreira de jogador no Timão, em 2001.

## Carreira como treinador
Seu primeiro trabalho após pendurar as chuteiras foi como estagiário de Carlos Alberto Parreira no próprio Corinthians, em 2002. Também foi auxiliar técnico de Dario Pereyra no Grêmio em 2003, e sua primeira equipe como treinador foi o Villa Nova-MG em 2004.
Ainda no ano de 2004, ocupou pela última vez o cargo de auxiliar técnico, trabalhando juntamente com Vanderlei Luxemburgo no Santos, sagrando-se campeão do Campeonato Brasileiro. Desde então, passou a exercer unicamente a função de treinador.

### Portuguesa
Gallo assumiu a Portuguesa de Desportos no início de 2005, com a equipe na zona de rebaixamento do Campeonato Paulista. Teve um bom desempenho, levando a equipe ao meio da tabela em poucos jogos.

### Santos
Após o bom trabalho na Portuguesa, seguiu para o Santos, onde foi terceiro colocado no Campeonato Paulista, chegou as quartas de final da Copa Libertadores da América e manteve a equipe entre os cinco primeiros colocados do Campeonato Brasileiro.

### FC Tokyo
Seu primeiro trabalho fora do Brasil foi no ano de 2006, quando comandou o FC Tokyo, do Japão, durante nove meses.

### Sport
Pelo Sport, conquistou o Campeonato Pernambucano de 2007 de maneira quase invicta, perdendo apenas um jogo para o rival Santa Cruz.

### Internacional
Após a boa passagem pelo Sport, assumiu o comando do Internacional no dia 30 de abril de 2007. Pelo clube Colorado, o treinador comandou a equipe em 20 partidas e conquistou o título da Recopa Sul-Americana em junho.

### Figueirense
Foi anunciado pelo Figueirense no dia 9 de setembro de 2007, chegando para substituir Mário Sérgio, que caiu após uma goleada sofrida para o Flamengo, no Maracanã. Gallo iniciou bem seu trabalho, conseguindo levar o clube ao título do Campeonato Catarinense de 2008. No entanto, após a segunda rodada do Campeonato Brasileiro, deixou o Figueira para seguir para o Atlético Mineiro.

### Atlético Mineiro
Teve uma rápida passagem pelo Atlético Mineiro em 2008, sendo demitido no dia 31 de julho.

### Bahia
Assumiu o Bahia em 2009, assinando contrato até o final da temporada. Vice no Campeonato Baiano, tendo perdido a final para o Vitória, Gallo foi demitido do clube no dia 4 de julho, após uma derrota em casa para o Figueirense, em jogo válido pelo Campeonato Brasileiro.

### Santo André
Na sequência assumiu o Santo André durante o Campeonato Brasileiro, permanecendo no clube paulista até o dia 4 de setembro, quando pediu demissão devido a divergências com diretores do clube.

### Náutico
Em 2010 assumiu o Náutico durante o Campeonato Pernambucano e foi vice campeão.

### Al Ain
Ainda em dezembro, após o Campeonato Brasileiro de 2010, assinou com o Al Ain, dos Emirados Arabes. Permaneceu no clube asiático até o final da Liga Nacional, em junho.

### Avaí
Retornou ao Brasil e foi anunciado pelo Avaí no dia 8 de junho. O treinador comandou o Leão da Ilha durante três meses na disputa do Campeonato Brasileiro.

### Retorno ao Náutico
Acertou seu retorno ao Náutico e foi anunciado no dia 19 de abril de 2012. Depois de realizar a melhor campanha de clubes do Nordeste no Brasileirão na era de pontos corridos até então, classificando o Timbu para a Copa Sul-Americana, o treinador renovou seu contrato por mais um ano.

### Coordenador técnico das categorias de base do Brasil
Em 29 de janeiro de 2013, foi confirmado como novo treinador da Seleção Brasileira Sub-20, em substituição a Emerson Ávila, que não conseguiu classificá-la ao Mundial da categoria.
As competições abaixo foram disputadas por Alexandre Gallo. Durante seu comando, o Brasil participou de importantes torneios.
- Copa das Nações Sub-15 de 2013 (México)
- Torneio Quadrangular de Salt Sub-15 de 2013 (Espanha)
- Copa Internacional do Mediterrâneo Sub-15 de 2013 (Espanha)
- Torneio Aspire Qatar Sub-15 de 2013
- Campeonato Sul-Americano de Futebol Sub-17 de 2013
- Torneio Internacional de Toulon de 2013 (Argentina)
- Valais Youth Cup Sub-23 de 2013
- Copa das Confederações FIFA de 2013 (observador técnico)
- Copa 2 de Julho Sub-17
- Copa do Mundo FIFA Sub-17 de 2013 (Emirados Árabes)
- Taça Centenário do Clube Atlético Carlos Renaux Sub-20 de 2013
- Torneio Nike Friendlies Sub-15 de 2014 (Estados Unidos)
- Torneio 468 anos da cidade de Santos Sub-20 de 2014
- Torneio de Banyoles Sub-17 de 2014 (Espanha)
- Torneio Internacional de Toulon de 2014 (França)
- Panda Cup (China) Sub-23 2014
- Copa do Mundo FIFA de 2014 (observador técnico)
- Torneio de Nações Sub-17 2014 (coordenador técnico)
- Torneio COTIF Sub-20 2014
- Torneio Internacional de Wuhan (China) Sub-23 2014
- Torneio Nike Friendlies (EUA) Sub-17 – 2014 – (coordenador técnico)
- Quadrangular de Seleções (Chile) Sub-17 2015 (coordenador técnico)
- Campeonato Sul-Americano Sub-20 de 2015

Foi demitido do comando das seleções de base no dia 8 de maio de 2015. O técnico era contestado internamente desde a campanha no Sul-Americano Sub-20, quando o Brasil terminou em quarto.

### Al-Qadsiah
Foi anunciado como treinador do Al-Qadisyiah, da Arábia Saudita, no dia 31 de outubro de 2015.

### Ponte Preta
Retornou ao Brasil em fevereiro de 2016, assumindo a Ponte Preta.
Após um trabalho com 64% de aproveitamento, onde obteve sete vitórias, três derrotas e dois empates em 12 jogos, o treinador foi demitido do comando da Macaca no dia 15 de abril.

### Terceira passagem pelo Náutico
Acertou seu retorno ao Náutico no dia 27 de abril de 2016, assumindo o Timbu em sua terceira passagem.
Após uma derrota por 4–3 para o Sampaio Corrêa, em jogo válido pela Série B, o treinador foi demitido no dia 4 de setembro. No total, Gallo comandou o clube pernambucano em 25 jogos, somando 11 vitórias, quatro empates e dez derrotas.

### Vitória
Foi contratado pelo Vitória no dia 3 de junho de 2017, assumindo a equipe na disputa do Campeonato Brasileiro.
Acabou sendo demitido do clube baiano no dia 21 de julho, deixando o Vitória na penúltima colocação no Campeonato Brasileiro.

### Diretor de futebol do Atlético Mineiro
Após as eleições presidenciais do Atlético Mineiro em dezembro de 2017, Gallo assumiu o cargo de diretor de futebol do clube à convite do presidente eleito Sérgio Sette Câmara.
Em 30 de outubro de 2018, foi desligado do cargo e deixou o Atlético.

### São Caetano
Foi anunciado pelo São Caetano no dia 25 de janeiro de 2020, voltando a trabalhar como treinador.

### Santa Cruz
Teve uma curtíssima passagem pelo Santa Cruz em 2021, sendo anunciado no dia 14 de abril e assumindo o clube para a disputa do Campeonato Pernambucano e da Série C. Menos de duas semanas após chegar ao tricolor, Gallo pediu demissão e deixou o clube no dia 26 de abril. Alegando más condições de trabalho, o treinador comandou a equipe em apenas três partidas, com duas derrotas e um empate.

### Cianorte
Após um ano sem treinar nenhum clube, Gallo foi anunciado pelo Cianorte no dia 19 de setembro de 2022. Com a eliminação do clube no Campeonato Paranaense, procurado pelo Londrina e sem calendário para 2023, o treinador deixou o clube.

### Londrina
Foi anunciado pelo Londrina no dia 14 de março, chegando para comandar o clube na Série B. No entanto, após apenas cinco rodadas e quatro derrotas seguidas, acabou sendo demitido no dia 10 de maio.

### Santos (coordenador técnico)
Teve a sua contratação anunciada pelo Santos no dia 10 de agosto de 2023, assumindo o cargo de coordenador técnico após a saída de Paulo Roberto Falcão. Em dezembro, após uma derrota por 2–1 contra o Fortaleza, que marcou o inédito rebaixamento do time no Campeonato Brasileiro, Alexandre Gallo foi o único membro da diretoria santista a se pronunciar. Na ocasião, o dirigente declarou que fez tudo o que podia e lamentou a dificuldade da equipe em vencer jogos na Vila Belmiro.

## Estatísticas como treinador
| Clube                                  | Jogos | Vitórias | Empates | Derrotas | Aproveitamento |
| -------------------------------------- | ----- | -------- | ------- | -------- | -------------- |
| Villa Nova                             | 20    | 9        | 6       | 5        | 55,00%         |
| Portuguesa                             | 7     | 3        | 2       | 2        | 52,38%         |
| Santos                                 | 42    | 20       | 11      | 11       | 56,34%         |
| FC Tokyo                               | 28    | 13       | 7       | 8        | 54,76%         |
| Sport                                  | 28    | 22       | 5       | 1        | 84,52%         |
| Internacional                          | 21    | 9        | 3       | 9        | 47,61%         |
| Figueirense                            | 40    | 23       | 9       | 8        | 65,00%         |
| Atlético Mineiro                       | 14    | 4        | 4       | 6        | 38,09%         |
| Bahia                                  | 39    | 21       | 10      | 8        | 62,39%         |
| Santo André                            | 7     | 2        | 0       | 5        | 28,57%         |
| Náutico                                | 112   | 48       | 21      | 43       | 49,10%         |
| Al Ain                                 | 38    | 19       | 9       | 10       | 57,89%         |
| Avaí                                   | 13    | 3        | 3       | 7        | 30,77%         |
| Seleção Brasileira Sub-15              | 3     | 1        | 1       | 1        | 44,44%         |
| Seleção Brasileira Sub 17              | 18    | 12       | 6       | 0        | 77,77%         |
| Seleção Brasileira Sub-20              | 22    | 14       | 4       | 4        | 69,69%         |
| Seleção Brasileira de Futebol Olimpíca | 31    | 23       | 8       | 0        | 84,94%         |
| Al-Qadisiyah                           | 14    | 3        | 5       | 6        | 33,33%         |
| Ponte Preta                            | 12    | 7        | 2       | 3        | 63,8%          |
| Vitória                                | 11    | 3        | 2       | 6        | 33%            |
| São Caetano                            | 21    | 11       | 4       | 6        | 60%            |
| Santa Cruz                             | 3     | 0        | 1       | 2        | 33%            |
| Total                                  | 544   | 270      | 123     | 151      | 57,18%         |

## Títulos

### Como jogador
Santos
- Copa Denner: 1994
- Copa Verão: 1996

São Paulo
- Campeonato Paulista: 1998

Atlético Mineiro
- Campeonato Mineiro: 1999 e 2000
- Three Continents Cup (Ásia): 1999

Corinthians
- Campeonato Paulista: 2001

### Como auxiliar técnico
Santos
- Campeonato Brasileiro: 2004

Seleção Brasileira
- Copa das Confederações FIFA: 2013

### Como treinador
Sport
- Campeonato Pernambucano: 2007

Internacional
- Recopa Sul-Americana: 2007

Figueirense
- Campeonato Catarinense: 2008

Al-Ain
- Liga da Reserva Árabe do Golfo 2011

Seleção Brasileira Olímpica
- Taça do Centenário do Carlos Renaux: 2013
- Torneio de Toulon: 2013 e 2014
- Copa Valais Sub-20 de 2013
- Torneio Internacional de Wuhan 2014

Seleção Brasileira Sub 20
- Panda Cup: 2014
- Torneio Internacional de Futebol Sub-20 de L'Alcúdia: 2014

São Caetano
- Campeonato Paulista - Série A2: 2020

### Prêmios individuais
- Melhor treinador do Campeonato Pernambucano de 2007
- Melhor treinador do Campeonato Catarinense de 2008
- Melhor treinador do Campeonato Baiano de 2009